# Leptodactylus latinasus
Leptodactylus latinasus es una especie de ránidos de la familia Leptodactylidae.

## Distribución geográfica
Se encuentra en Argentina,Chile Bolivia, Brasil, Paraguay y Uruguay.

## Identificación, distribución y hábitat
Tiene tamaño mediano y cuerpo robusto, con una característica mancha de color más claro que el resto del cuerpo en su dorso. Su vientre es blanco.
Se distribuye desde el sur de Bolivia (Tarija y Santa Cruz), el oeste de Paraguay y la zona centro-este de Argentina, hasta todo el territorio de Uruguay y del estado brasilero de Río Grande del Sur. 
Su hábitat es de tipo pampeano, en particular praderas inundables. 

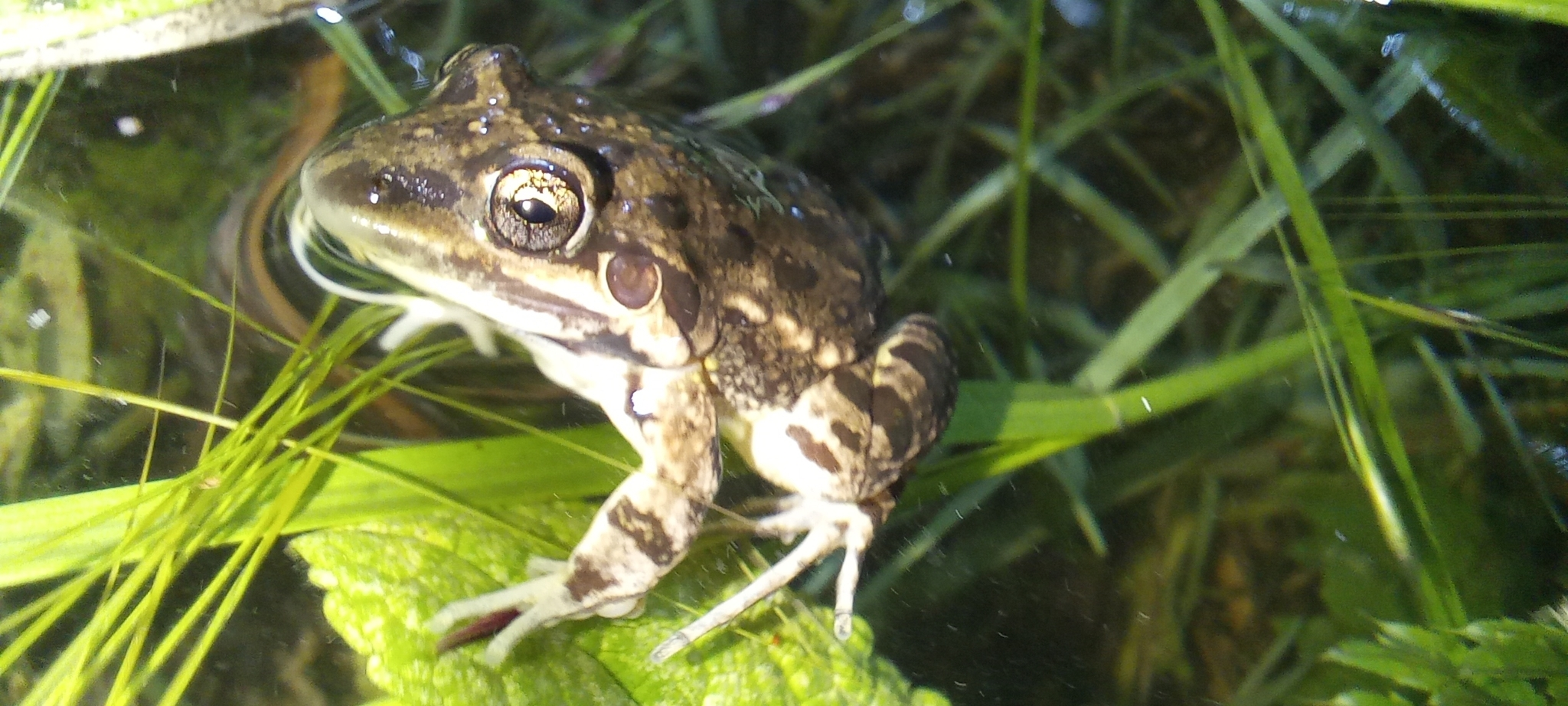
Leptodactylus latinasus foto de ejemplar en la Reserva Natural Urbana El Corredor localidad de Bella Vista, provincia de Buenos Aires, Argentina.

## Dieta y reproducción
Se alimenta de arañas y hormigas aunque su dieta responde a las posibilidades que se presentan. 

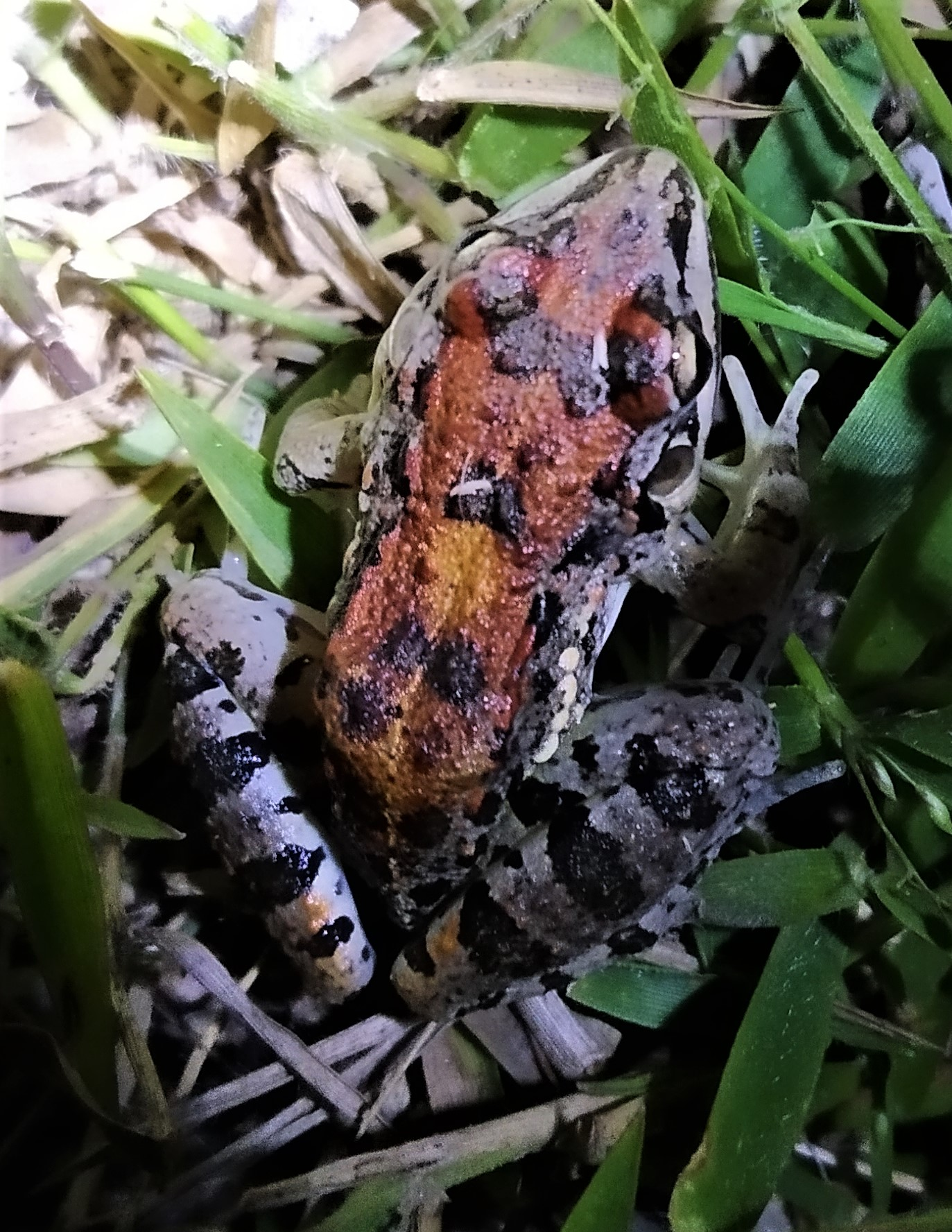
Ejemplar de rana piadora. Museo Nacional de Historia Natural del Uruguay

Su período de reproducción va de marzo a setiembre en las zonas más sureñas. Los cantos comienzan hacia el ocaso y se extienden durante la noche, generalmente junto a cuerpos de agua. La pareja construye un nido donde se depositan alrededor de 400 huevos de color claro. En el plazo de tres semanas las larvas completan su metamorfosis.